# Angie Sage
Angie Sage (ur. 20 czerwca 1952 w Londynie) – angielska pisarka, znana w Polsce z cyklu powieści o młodym czarodzieju Septimusie Heapie. Jest także ilustratorką i pisarką książek dla dzieci.

## Życiorys
Pisarka dorastała w Thames Valley, Londynie i w Kent. Od dzieciństwa uwielbiała czytać. Jej ojciec pracował w wydawnictwie i przynosił jej czasami puste książki, w których mogła pisać swoje własne opowiadania i rysować do nich ilustracje. Angie najpierw studiowała medycynę, jednak później przeniosła się na Akademię Sztuk Pięknych w Leicester, na której obrała kierunek projektowania graficznego i ilustracji. Zaczęła ilustrować książki po ukończeniu college’u. Wtedy też rozpoczęła pisanie książeczek dla dzieci. Jej pierwszą powieścią był Septimus Heap 1 – Zakazana magia. Angie Sage ma dwie córki – Laurie i Lois. Obecnie mieszka w Somerset w zachodniej Anglii.

## Publikacje

### SeriaSeptimus Heap
- 2005: Septimus Heap: Zakazana magia (Book One: Magyk), polskie wydanie: rok 2006
- 2006: Septimus Heap: Smoczy lot (Book Two: Flyte), polskie wydanie: rok 2007
- 2007: Septimus Heap: Duch królowej (Book Three: Physik), polskie wydanie: rok 2008
- 2008: Septimus Heap: Tajemna wyprawa (Book Four: Queste), polskie wydanie: rok 2008
- 2009: Septimus Heap: Zemsta Syreny (Book Five: Syren), polskie wydanie: rok 2011
- 2009: Septimus Heap: The Magykal Papers (brak polskiego wydania)
- 2011: Septimus Heap: Złowieszczy mrok (Book Six: Darke), polskie wydanie: rok 2012
- 2013: Septimus Heap: Ognisty podmuch (Book seven: Fyre), polskie wydanie: rok 2015

#### TodHunter Moon
Sequel serii Septimus Heap:
- 2014: TodHunter Moon, Book One: PathFinder (brak polskiego wydania)
- 2015: TodHunter Moon, Book Two: SandRider (brak polskiego wydania)
- 2016: TodHunter Moon, Book Three: StarChaser (brak polskiego wydania)

### SeriaAraminta Spookie
- 2006: Araminta Spookie: Mój nawiedzony dom (Book One: My Haunted House), polskie wydanie: rok 2007
- 2006: Araminta Spookie: Zapomniany miecz (Book Two: The Sword in the Grotto), polskie wydanie: rok 2007
- 2007: Araminta Spookie: Porwanie żab (Book Three: Frognapped), polskie wydanie: rok 2008
- 2007: Araminta Spookie: Wstrętny wampirek (Book Four: Vampire Brat), polskie wydanie: rok 2008
- 2008: Araminta Spook, Book Five: Ghostsitters (brak polskiego wydania)
- 2014: Araminta Spook, Book Six: Gargoyle Hall (brak polskiego wydania)
- 2015: Araminta Spook, Book Seven: Skeleton Island (brak polskiego wydania)